# Ling Tong
Pour les articles homonymes, voir Ling.
Ling Tong (189 - 217 ou 237) était un général chinois du royaume de Wu, qui vécut les dernières heures de la dynastie Han ainsi que la période dite des Trois Royaumes. Il est le fils de Ling Cao.
Il entra au service de la famille Sun dès son plus jeune âge et contribua tout au long de sa vie à la fondation du royaume de Wu. Il participa à de nombreuses campagnes, notamment celles contre Huang Zu, Liu Bei et les Shanyue, mais il se révéla réellement lors de la campagne contre le royaume de Wei.
Il haïssait Gan Ning, car il avait tué son père, mais ce dernier lui sauva la vie, et une grande amitié et une grande rivalité naquirent.